# Adenoma de glândula salivar
Os adenomas de glândula salivar são uma categoria de tumores benignos originários de epitélio glandular nas glândulas salivares maiores ou menores.

## Classificação
Os adenomas de glândula salivar são classificados em alguns tipos a partir de sua origem celular:
- Adenoma pleomórfico;
- Adenoma canalicular;
- Adenoma de células basais;
- Adenoma do ducto intercalado;
- Adenoma do ducto estriado;
- Adenoma esclerosante policístico;
- Adenoma sebáceo;
- Cistadenoma;
- Linfadenoma;
- Oncocitoma;
- Papiloma ductal;
- Sialadenoma papilífero;
- Tumor de Warthin.

## Adenoma pleomórfico

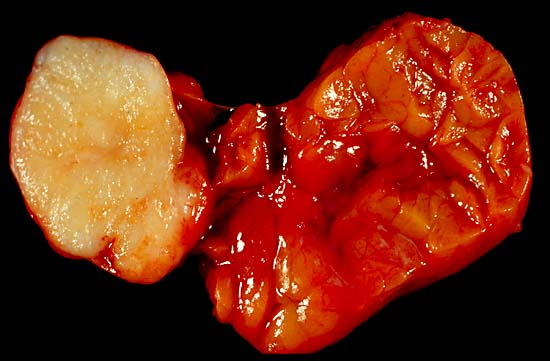
Imagem pós-cirúrgica imediata de um adenoma pleomórfico. À direita da imagem, observa-se o tecido da glândula submandibular normal, e à esquerda observa-se um tumor de aspecto cartilaginoso.

O adenoma pleomórfico (AP) representa a maior parte dos tumores de glândulas salivares em adultos e crianças, sendo de longe o mais frequente. Afeta principalmente pacientes entre os 30 e 60 anos, com predileção por mulheres (2:1).
Radiograficamente, apresenta-se como uma lesão de bordas bem delimitadas de sinal hiperintenso numa ressonância magnética. Histologicamente, o AP é constituído por um componente epitelial ductal formando cistos e túbulos ductais; um componente mioepitelial circundando o epitélio ductal e espalhado e no estroma mixoide, com células plasmocitoides, fusiformes, epitelioides, claras ou estreladas; e um componente epitelial mixoide, condroide ou mixocondroide (também podendo ser hialino ou fibrótico). O AP é caracterizado por metaplasia, seja ela adiposa, óssea, escamosa, sebácea ou mucinosa. Em alguns tumores, é possível ver cristais de tirosina, aumento na celularidade e índice mitótico, e áreas ricas em células mioepiteliais.
A fusão do gene PLAG1 ou do gene HMGA2 está presente em cerca de 70% dos APs. Seu surgimento também está associado à exposição à radiação prévia.
Possui baixo risco de transformação maligna (~5%), com múltiplas recidivas, localização na glândula submandibular, idade avançada, tamanho grande, hialinização proeminente, aumento da atividade mitótica e exposição à radiação sendo fatores de risco para transformação maligna. Em geral, o prognóstico é bom após cirurgia de ressecção, com baixo risco de recidiva, mas há um risco baixo de metástase tardia após a excisão do tumor associada a remoção incompleta, recidiva local ou após transplante cardíaco/imunossupressão.

## Adenoma canalicular

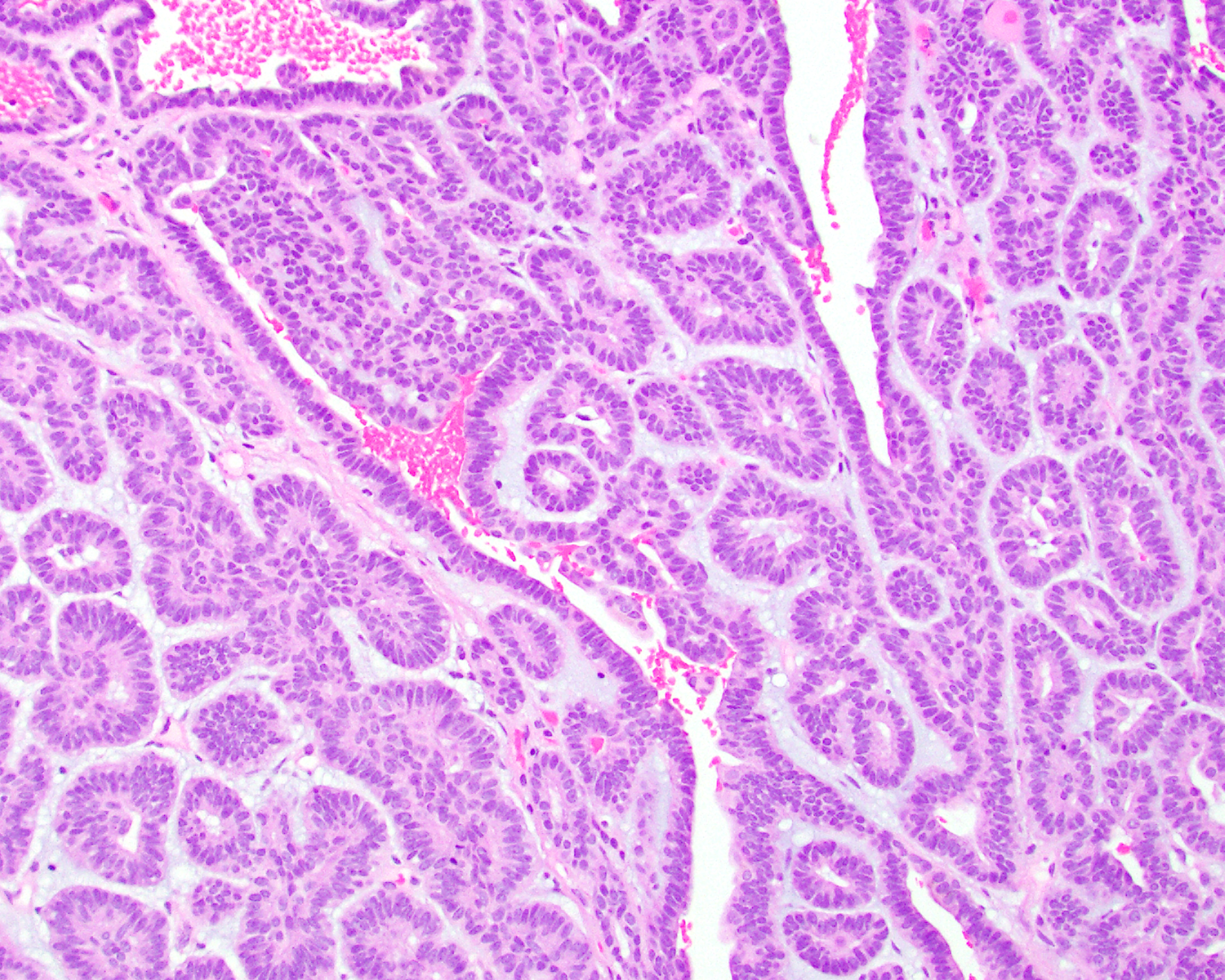
Coloração de HE (hematoxilina-eosina) de adenoma canalicular mostrando canalículos compostos por células neoplásicas epiteliais cuboidais.

O adenoma canalicular é um adenoma raro, que representa 1 a 3% dos tumores de glândula salivar. Possui predileção por mulheres, pessoas mais velhas (50 anos ou mais) e não asiáticos. É originário dos ductos terminais das glândulas salivares, sendo extremamente raro em glândulas salivares maiores.
Clinicamente se apresenta como uma massa assintomática ou dolorosa de crescimento lento, de consistência mole e móvel, e 80% afetam o lábio superior. Na ultrassonografia tende a se apresentar como uma massa homogênea pouco ecoica com líquido pouco viscoso no seu interior. Histologicamente é caracterizado por cordões de túbulos terminais, sem presença de células mioepiteliais, com aspecto trabeculado ou cístico, e estroma bem vascularizado frouxo. Tende a possuir infiltrações na cápsula e até mesmo extra-cápsula, o que explica a sua recorrência.
O seu prognóstico é bom, com baixa recidiva após remoção cirúrgica, sem registro de transformação maligna.

## Adenoma de células basais
O adenoma de células basais representa 1 a 3,7% de todos os tumores de glândulas salivares, afetando majoritariamente as glândulas maiores, em especial a parótida. Afeta principalmente idosos e possui predileção por mulheres, e o tipo membranoso é associado à síndrome de Brooke-Spiegler.
Clinicamente se apresenta como um nódulo firme, móvel e assintomático de crescimento lento. Radiograficamente apresenta-se como uma lesão redonda ou oval de bordas lisas e com presença de cistos internos, que pode ser bem captada na tomografia com contraste. Histologicamente pode ser dividido em quatro padrões: sólido (o mais comum, com células basaloides formando uma massa sólida com organização em paliçada); trabecular (presença de trabéculas); tubular (formando túbulos conectados a um lúmen central que contém mucina); e membranoso (idêntico ao cilindroma dermal, presença de membranas hialinas separando ilhotas celulares), sendo o tipo membranoso com pior prognóstico e alta taxa de recidiva (25 a 37%) e maior risco de malignização. A formação de cistos é característica dessa neoplasia, e não se observa invasão tecidual ou perineural, ou produção de matriz condromixoide.

## Adenoma do ducto intercalado
O adenoma do ducto intercalado é uma neoplasia quase sempre assintomática, usualmente de achado incidental, que afeta mais mulheres (3:2) e pacientes mais velhos (40 anos ou mais). Histologicamente é caracterizado pela presença de túbulos de células cuboidais simples e uniformes, de núcleo redondo, com presença de células mioepiteliais e células acinares.

## Adenoma do ducto estriado
O adenoma do ducto estriado é uma neoplasia rara caracterizada pela presença de túbulos estriados monofásicos, células colunares eosinofílicas de núcleo oval regular, e estroma fibroso. Ela se assemelha ao adenoma canalicular, mas possui uma característica marcante pela presença de mutação de IDH2 R172X. Diferentemente do adenoma do ducto intercalado e do adenoma canalicular, não possui células mioepiteliais ou acinares em sua composição.

## Adenoma esclerosante policístico
O adenoma esclerosante policístico é uma neoplasia que afeta primariamente as glândulas salivares maiores, especialmente a parótida (70%), com predileção por mulheres (3:2) e média de idade ao diagnóstico de 40 anos. Originalmente foi considerada um processo proliferativo não neoplásico (PPNN), mas foi reclassificada pela presença de mutações encontradas em tumores. Possui alta taxa de recidiva (30%) e etiologia desconhecida.
Clinicamente é caracterizada como uma massa indolor de crescimento lento, mas pode estar associada a parestesia. Na ultrassonografia, apresenta-se como uma lesão hipoecoica bem delimitada e com presença de microcistos. Histologicamente é caracterizada por ductos irregularmente distribuídos e presença de um estroma esclerótico de tamanho variável, podendo ter material secretório ou macrófagos espumosos; as células do ducto tendem a ser vacuoladas ou espumosas, e podem formar padrões sólidos, microcísticos ou cribiformes (onde há presença de esferulose de colágeno). Os ácinos mucosos contém material eosinofílico intracitoplasmático.

## Adenoma sebáceo
O adenoma sebáceo é uma neoplasia de glândula salivar extremamente rara, representando menos de 0,1% de todos os tumores de glândulas salivares. Clinicamente tendem a se apresentar como uma massa circunscrita assintomática em pacientes idosos, embora possam afetar crianças.
Radiograficamente, em TC ou ultrassom, o adenoma sebáceo se apresenta como uma massa parcialmente cística heterogênea indistinta de outros tipos de cistos e adenomas. Histologicamente, a neoplasia é caracterizada por ilhotas de células sebáceas em meio a um estroma fibroso, frequentemente acompanhadas por degeneração cística ou epitélio escamoso.
A remoção cirúrgica é frequentemente curativa, sem recidiva relatada na literatura.

## Cistadenoma
O cistadenoma é uma neoplasia rara de glândulas salivares, representando 1 a 4% de todos os tumores de glândulas salivares. Afeta mais mulheres do que homens, especialmente idosos, e principalmente as glândulas salivares maiores (onde se apresentam como uma massa assintomática de crescimento lento); nas glândulas salivares menores, pode mimetizar uma mucocele.
Radiograficamente, seja na TC ou na ressonância magnética, apresenta-se como uma lesão cística ou sólida bem delimitada. Histologicamente, o cistadenoma é caracterizado por ser uma lesão cística uni ou multilocular (frequentemente multilocular) de arquitetura papilar simples, com células epiteliais colunares, cuboidais e oncocíticas, sem atipia celular; raramente se observa predominância de células mucinosas. O padrão de crescimento multicístico dá a aparência de mais lúmen e menos células.
A excisão da lesão é curativa.

## Linfadenoma
O linfadenoma é uma neoplasia extremamente rara, que afeta principalmente a parótida ou glândulas salivares menores da região (90%), representando menos de 0,1% de todos os tumores de glândulas salivares. É caracterizada pela presença de ilhotas de tecido epitelial escamoso com presença de diferenciação sebácea e um estroma linfoide.
A excisão cirúrgica é normalmente curativa, raramente havendo recidiva ou transformação maligna.

## Oncocitoma

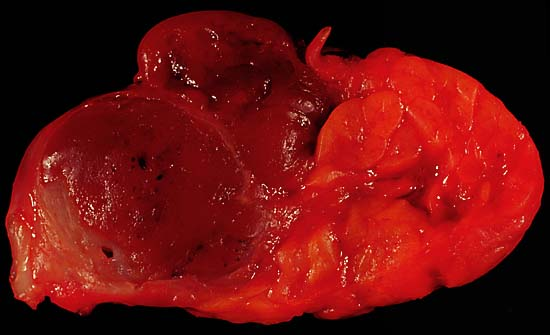
Oncocitoma (lado esquerdo da foto), de coloração mais escura comparada ao tecido normal.

O oncocitoma, também chamado de adenoma oxifílico, é uma neoplasia benigna que pode afetar as glândulas salivares, dentre outros tipos de tecido (como renal): representa 1 a 2% de todas as neoplasias de glândulas salivares, e afeta pacientes mais velhos. Cerca de 20% dos casos estão associados a exposição à radiação, como radioterapia prévia, e em alguns casos podem ocorrer simultaneamente a um tumor de Warthin ou carcinoma ex-adenoma pleomórfico. Está relacionado a trissomia do cromossomo 7.
Radiograficamente, apresenta-se como um tumor hiperdenso na TC e com um componente cístico hipodenso. Histologicamente caracterizado pela presença de células claras em lençol, com padrão de crescimento trabecular, folicular ou em ácinos de células grandes e poligonais bem definidas fortemente eosinofílicas de citoplasma granular e núcleo pequeno e redondo (oncócitos). O estroma tumoral é vascular e pode apresentar células claras, hiperplasia, corpos de psamoma ou cristais de tirosina, mas sem figuras mitóticas ou elastose.
Seu prognóstico é bom e a cirurgia é frequentemente curativa, mas pode haver recidiva tardia.

## Papiloma ductal
O papiloma ductal é um tipo de neoplasia de glândula salivar benigna que afeta principalmente as glândulas salivares menores, e que clinicamente apresentam-se como assintomáticas ou causando desconforto ao mastigar. Pode ser subdividida em intraductal (afetando os ductos excretores, de aspecto unicístico e proliferação de células cuboidais a colunares, com raras células mucinosas) ou papiloma do ducto invertido (possui uma abertura central que se comunica com a mucosa oral, sem cápsula e proliferação de epitélio escamoso não queratinizado com presença de células colunares e caliciformes). A remoção cirúrgica é curativa.

## Sialadenoma papilífero
O sialadenoma papilífero é uma neoplasia bifásica rara, com um componente escamoso exofítico e um componente endofítico glandular. Afeta mais homens mais velhos, e crianças, especialmente em palato duro e parótida. Histologicamente, é caracterizado pela presença de epitélio escamoso papilar bem diferenciado hiperplásico recobrindo o componente ductal, onde há presença de espaços císticos revestidos por epitélio cuboidal ou colunar, com rara presença de células caliciformes. Pode haver oncócitos e metaplasia escamosa ou displasia no componente exofítico do tumor. A taxa de recidiva é considerável e pode evoluir para uma lesão maligna de alto grau (como carcinoma mucoepidermoide ou carcinoma mioepitelial).

## Tumor de Warthin
O tumor de Warthin é o segundo tumor mais comum na parótida, atrás do adenoma pleomórfico, e representa entre 5 e 20% dos tumores de glândulas salivares. Possui predileção por homens, idosos e pacientes fumantes, afetando quase que exclusivamente a parótida, e possui ligação com exposição à radiação e doenças autoimunes. Histologicamente, é caracterizado por estruturas papilares císticas revestidas por epitélio oncocítico em meio a um estroma linfoide, incluindo a presença de centros germinativos. A recidiva é rara, com transformação maligna sendo igualmente incomum.